# Milorad Kuzmanović
Milorad Kuzmanović (2 de septiembre de 1976) es un deportista croata que compitió en taekwondo. Ganó dos medallas de bronce en el Campeonato Mundial de Taekwondo, en los años 2001 y 2003, y una medalla de bronce en el Campeonato Europeo de Taekwondo de 2004.

## Palmarés internacional
| Campeonato Mundial | Campeonato Mundial                | Campeonato Mundial | Campeonato Mundial |
| Año                | Lugar                             | Medalla            | Categoría          |
| ------------------ | --------------------------------- | ------------------ | ------------------ |
| 2001               | Jeju (Corea del Sur)              | Medalla de bronce  | +84 kg             |
| 2003               | Garmisch-Partenkirchen (Alemania) | Medalla de bronce  | +84 kg             |
| Campeonato Europeo |                                   |                    |                    |
| Año                | Lugar                             | Medalla            | Categoría          |
| 2004               | Lillehammer (Noruega)             | Medalla de bronce  | +84 kg             |